# Nuoto ai campionati europei di nuoto 2020 - 1500 metri stile libero maschili
La specialità dei 1500 metri stile libero maschili dei campionati europei di nuoto 2020 si è svolta il 18 e 19 maggio 2021 presso la Duna Aréna di Budapest, in Ungheria.

## Podio
| Pos.    | Atleta               | Nazione |
| ------- | -------------------- | ------- |
| Oro     | Mychajlo Romančuk    | Ucraina |
| Argento | Gregorio Paltrinieri | Italia  |
| Bronzo  | Domenico Acerenza    | Italia  |

## Record
Prima della manifestazione il record del mondo (RM), il record europeo (EU) e il record dei campionati (RC) erano i seguenti.
|  | 14'31"02 | Sun Yang             | 28 luglio 2012 Londra |
|  | 14'33"10 | Gregorio Paltrinieri | 13 agosto 2020 Roma   |
|  | 14'34"04 | Gregorio Paltrinieri | 18 maggio 2016 Londra |

## Risultati

### Batterie
| Pos. | Batteria | Corsia | Atleta                  | Nazionalità   | Tempo    | Note |
| ---- | -------- | ------ | ----------------------- | ------------- | -------- | ---- |
| 1    | 2        | 4      | Mychajlo Romančuk       | Ucraina       | 14'52"07 | Q    |
| 2    | 2        | 7      | Damien Joly             | Francia       | 14'56"09 | Q    |
| 3    | 2        | 6      | Domenico Acerenza       | Italia        | 14'59"47 | Q    |
| 4    | 3        | 2      | Ákos Kalmár             | Ungheria      | 15'02"97 | Q    |
| 5    | 3        | 3      | Daniel Jervis           | Gran Bretagna | 15'07"54 | Q    |
| 6    | 2        | 5      | Henrik Christiansen     | Norvegia      | 15'08"28 | Q    |
| 7    | 3        | 4      | Gregorio Paltrinieri    | Italia        | 15'08"84 | Q    |
| 8    | 3        | 1      | Aleksandr Egorov        | Russia        | 15'09"95 | Q    |
| 9    | 2        | 2      | Serhiy Frolov           | Ucraina       | 15'10"41 |      |
| 10   | 3        | 9      | Yiğit Aslan             | Turchia       | 15'14"80 |      |
| 11   | 2        | 1      | Ilya Druzhinin          | Russia        | 15'16"47 |      |
| 12   | 2        | 0      | Dávid Betlehem          | Ungheria      | 15'18"18 |      |
| 13   | 3        | 8      | Gergely Gyurta          | Ungheria      | 15'18"85 |      |
| 14   | 3        | 6      | Jan Micka               | Rep. Ceca     | 15'28"10 |      |
| 15   | 3        | 7      | Marc-Antoine Olivier    | Francia       | 15'30"04 |      |
| 16   | 2        | 9      | Alejandro Puebla        | Spagna        | 15'30"35 |      |
| 17   | 1        | 4      | Márk Kovacsics          | Ungheria      | 15'35"95 |      |
| 18   | 3        | 5      | David Aubry             | Francia       | 15'36"51 |      |
| 19   | 3        | 0      | Vuk Čelić               | Serbia        | 15'37"16 |      |
| 20   | 2        | 3      | Alexander Asla Nørgaard | Danimarca     | 15'39"39 |      |
| 21   | 1        | 5      | Bar Soloveychik         | Israele       | 15'40"53 |      |
| 22   | 2        | 8      | Dimitrios Negris        | Grecia        | 15'46"78 |      |
| 23   | 1        | 3      | Loris Bianchi           | San Marino    | 16'14"61 |      |
| 24   | 1        | 6      | Théo Druenne            | Monaco        | 16'37"80 |      |

### Finale
| Pos.    | Corsia | Atleta               | Nazionalità   | Tempo    | Note |
| ------- | ------ | -------------------- | ------------- | -------- | ---- |
| Oro     | 7      | Mychajlo Romančuk    | Ucraina       | 14'39"89 |      |
| Argento | 6      | Gregorio Paltrinieri | Italia        | 14'42"91 |      |
| Bronzo  | 3      | Domenico Acerenza    | Italia        | 14'54"36 |      |
| 4       | 5      | Damien Joly          | Francia       | 14'56"38 |      |
| 5       | 2      | Daniel Jervis        | Gran Bretagna | 14'58"42 |      |
| 6       | 6      | Ákos Kalmár          | Ungheria      | 15'04"61 |      |
| 7       | 7      | Henrik Christiansen  | Norvegia      | 15'05"19 |      |
| 8       | 8      | Aleksandr Egorov     | Russia        | 15'10"43 |      |